# Гроте Кавалијери (Гросето)
Гроте Кавалијери је насеље у Италији у округу Гросето, региону Тоскана.
Према процени из 2011. у насељу је живело 20 становника. Насеље се налази на надморској висини од 367 м.